# Guy Nulens
Guy Nulens (* 27. Oktober 1957 in Hasselt,  Provinz Limburg) ist ein ehemaliger professioneller belgischer Radrennfahrer. Er war von 1979 bis 1995 Profi.

## Karriere
Nulens begann seine Profikarriere bei DAF Trucks und gewann während dieser Zeit jeweils eine Etappe bei der Tour de Suisse und dem Critérium du Dauphiné Libéré. Nach seinem Wechsel zu Peter Posts Panasonic-Raleigh gewann er nochmals eine Etappe bei der Tour de Suisse und eine Etappe bei der Tour de France 1990. 1993 bis 1994 fuhr er für Novemail-Histor-Laser Computer und wechselte 1995 zu Collstrop-Lystex. Hier beendete er am Ende der Saison seine Karriere.
15 Mal stand Nulens zwischen 1980 und 1994 bei der Tour de France am Start, insgesamt startete er bei 19 Grand Tours. Der Belgier war in seiner aktiven Zeit als starker Domestik bekannt, also als Edelhelfer seines jeweiligen Kapitäns, und fuhr für einige der stärksten Teams seiner Epoche.
Er sagte angeblich über sich selbst: "Ich bin und bleibe ein Fahrer im Dienst von. Ich war nie ein wirklicher Sieger. Ich bin ein sehr guter Fahrer. Ich bin so bescheiden, dass ich das sagen kann. Ich bin viele Rennen gefahren, bei denen ich jeden Tag, über Kilometer hinweg, in Führung liegen musste...weil ich dafür im Team bin: vorne fahren."

## Erfolge
1979
- Trofeo Alcide De Gasperi
- eine Etappe Étoile des Espoirs

1981
- eine Etappe Tour de Suisse

1984
- eine Etappe Critérium du Dauphiné Libéré

1985
- Gesamtwertung und eine Etappe Etoile de Bessèges

1986
- eine Etappe Tour de Suisse

1990
- eine Etappe MZF Tour de France

1993
- Belgische Meisterschaft – Straßenrennen

## Grand-Tours-Platzierungen
| Grand Tour            | 1980 | 1981 | 1982 | 1983 | 1984 | 1985 | 1986 | 1987 | 1988 | 1989 | 1990 | 1991 | 1992 | 1993 | 1994 |
| --------------------- | ---- | ---- | ---- | ---- | ---- | ---- | ---- | ---- | ---- | ---- | ---- | ---- | ---- | ---- | ---- |
| Vuelta a EspañaVuelta | –    | –    | –    | 26   | –    | –    | 48   | –    | –    | –    | –    | –    | –    | –    | –    |
| Giro d’ItaliaGiro     | –    | –    | –    | –    | –    | –    | –    | 27   | 17   | –    | –    | –    | –    | –    | –    |
| Tour de FranceTour    | DNF  | 52   | 22   | DNF  | 24   | 113  | 54   | 61   | 38   | 55   | 54   | 62   | –    | –    | 88   |

## Monumente-des-Radsports-Platzierungen
| Monument                 | 1980 | 1981 | 1982 | 1983 | 1984 | 1985 | 1986 | 1987 | 1988 | 1989 | 1990 | 1991 | 1992 | 1993 | 1994 | 1995 |
| ------------------------ | ---- | ---- | ---- | ---- | ---- | ---- | ---- | ---- | ---- | ---- | ---- | ---- | ---- | ---- | ---- | ---- |
| Mailand–Sanremo          | 100  | –    | –    | 13   | 25   | –    | –    | 84   | 26   | 27   | –    | –    | 81   | 21   | 59   | –    |
| Flandern-Rundfahrt       | 24   | –    | –    | 5    | 26   | –    | –    | –    | –    | 32   | 54   | –    | 62   | –    | 32   | –    |
| Paris–Roubaix            | –    | –    | –    | –    | –    | –    | –    | –    | –    | –    | –    | –    | 50   | –    | 26   | –    |
| Lüttich–Bastogne–Lüttich | –    | –    | –    | 21   | 50   | –    | –    | 31   | –    | –    | 106  | –    | –    | –    | 23   | –    |
| Lombardei-Rundfahrt      | –    | –    | –    | –    | –    | –    | –    | –    | –    | –    | –    | –    | –    | –    | –    | –    |